# Lymantria dispar dispar
Bướm đêm Gypsy (Danh pháp khoa học: Lymantria dispar dispar) là một phân loài của loài sâu róm sồi (Lymantria dispar) thuộc họ Erebidae. Chúng còn được gọi là bướm đêm Bắc Mỹ hoặc bướm đêm châu Âu. Những con sâu bướm Gypsy là loài có lông dài với màu sắc sặc sỡ. Chúng là một loài xâm lấn. Hiện nay, sâu bướm gypsy là một trong những loài gây hại cho các cây thân gỗ khủng khiếp nhất ở phía Đông nước Mỹ.

## Tại Mỹ
Sâu bướm gypsy được nhà khoa học người Pháp Leopold Trouvelot đưa sang Mỹ vào năm 1868 tại Medford, Massachusetts với mục đích cho loài sâu này lai tạo với giống sâu tơ bản địa để tạo ra một giống mới có khả năng kháng bệnh cao hơn. Tuy nhiên, sau đó, một vài con bướm đã trốn thoát khỏi phòng thí nghiệm của ông, chúng tìm được môi trường sống lý tưởng và bắt đầu sinh sôi không ngừng. Với số lượng tăng không ngừng, chúng giết hại nhiều cây cối bằng cách vặt sạch lá của những cây này, gây tổn thương nghiêm trọng cho các khu rừng, làm ảnh hưởng đến hệ động vật hoang dã nơi đây. 